# Shankkar Aiyar
Shankkar Aiyar est un analyste, auteur et chroniqueur indien en économie politique.

## Parcours et récompenses
Il est actuellement chercheur à l'IDFC Institute, où il concentre ses recherches sur les thématiques de l'économie et des politiques publiques. Il a été Wolfson Cheving Fellow à l'Université de Cambridge où il s'est spécialisé dans les cycles de vie des marchés émergents,.
Les articles de presse d'Aiyar, en 1991, ont contribué à accélérer les efforts vers la libéralisation économique de 1991 de l'Inde.
Shankkar Aiyar est un contributeur de The New Indian Express, Firstpost et BloombergQuint,,. Il est récipiendaire de l'Observer Business Journalist of the year en 1992, et du prix Pole Star du meilleur long métrage de journalisme d'affaires, en 2003.